# Power & the Glory
Pour les articles homonymes, voir The Power and the Glory.
Albums de Saxon
The Eagle Has Landed
(1982) Crusader
(1984)
Power & the Glory est le cinquième album du groupe de heavy metal anglais Saxon. Il est sorti le 21 mars 1983 et a été produit par Jeff Glixman.

## Titres
- Paroles et Musiques : Byford, Quinn, Oliver, Dawson, Glockler

1. Power and the Glory [5 min 57 s]
2. Redline [3 min 38 s]
3. Warrior [3 min 47 s]
4. Nightmare [4 min 25 s]
5. This Town Rocks [3 min 59 s]
6. Watching the Sky [3 min 43 s]
7. Midas Touch [4 min 13 s]
8. The Eagle Has Landed [6 min 56 s]

## Composition du groupe
- Biff Byford : chant
- Graham Oliver : guitare
- Paul Quinn : guitare
- Steve Dawson : basse
- Nigel Glockler : batterie

## Crédits
- Produit par Jeff Glixman
- Enregistré au Axis Sound Studio (Atlanta) par Jeff Glixman, Cheryl Bordagary, Les Horne.
- Pochette : Nic Tompkin (photo)